# Liste von Persönlichkeiten der Stadt Ústí nad Labem
Diese Liste enthält in Ústí nad Labem/Aussig geborene Persönlichkeiten sowie solche, die in der Stadt gewirkt haben, dabei jedoch andernorts geboren wurden. Die Liste erhebt keinen Anspruch auf Vollständigkeit.

## Söhne und Töchter der Stadt
Folgende Persönlichkeiten sind in Ústí nad Labem (Aussig) geboren. Die Auflistung erfolgt chronologisch nach Geburtsjahr. Ob sie ihren späteren Wirkungskreis in Ústí nad Labem (Aussig) hatten oder nicht, ist hier unerheblich.

### Bis 1900
- Jacob Schwarz (auch Jacub Schwarz) (1685–1766), Baumeister und Architekt
- Theresa Concordia Maron (1725–1806), Malerin
- Anton Raphael Mengs (1728–1779), Maler, Bildhauer
- Johann von Säxinger (1833–1897), deutscher Mediziner
- Emmy Freundlich (1878–1948), österreichische Politikerin
- Heinrich Müller (1880–1943), tschechoslowakischer Politiker
- Karl Schöppe (1880–1939), deutscher Politiker
- Fritz Gärtner (1882–1958), deutscher Maler, Graphiker, Illustrator, Bildhauer und Plakettenkünstler
- Walter Ungar (1885–1945), österreichischer Jurist und Landrat
- Hans Weinmann (1885–1960), tschechoslowakischer Industrieller
- Ernst Strohschneider (1886–1918), Jagdflieger
- Ferdinand Cavallar von Grabensprung (1886–1952), altösterreichischer Offizier und Pilot
- Franz Josef Arnold (1888–1962), Architekt
- Alfred Kunft (1892–1961), deutsch-böhmischer Maler, Zeichner, Grafiker und Glasdesigner
- Rudolf Sieber (1897–1976), US-amerikanischer Filmproduzent, verheiratet mit Marlene Dietrich
- Wilhelm Cavallar von Grabensprung (1889–1957), Ritter des Militär-Maria-Theresien-Ordens
- Eugen Herbert Kuchenbuch (1890–1985), deutscher Schauspieler, Intendant und Autor
- Ernst Gustav Doerell (1892–1963), deutsch-österreichischer Agrarwissenschaftler
- Ludwig Merckle (1892–1982), deutscher Unternehmer
- Franz Petschek (1894–1963), Angehöriger der deutschböhmischen Unternehmerdynastie Petschek
- Anton Bruder (1898–1983), deutsch-böhmischer Maler, Grafiker, Zeichner und Lehrer für Kunsterziehung und Zeichnen
- Christoph Klepsch (1898–1990), sudetendeutscher Unternehmer und Gaujägermeister

### 1901 bis 1930
- Hermann Papst (1902–1981), deutscher Elektrotechniker
- Heinrich Simbriger (1903–1976), Komponist, Musiktheoretiker und Archivleiter
- Martin Glaessner (1906–1989), australischer Geologe und Paläontologe
- Bruno Höhne (1908–1959), deutscher Jurist
- Walter Naumann (1910–1997), deutsch-amerikanischer Romanist, Germanist und Komparatist
- Jane Tilden (1910–2002), österreichische Schauspielerin
- Arnošt Kreuz (1912–1974), Fußballspieler
- Hans W. Sachs (1912–2000), Pathologe, Gerichtsmediziner und Hochschullehrer
- Rudolf Houdek (1913–2008), deutscher Wurstfabrikant und Sportmäzen
- Walter Tuch (1913–1969), österreichischer Kameramann, im Zweiten Weltkrieg Kriegsberichterstatter
- Rolf Thiele (1918–1994), deutscher Regisseur, Drehbuchautor und Filmproduzent
- Hanna Kohner (1919–1990), Holocaust-Überlebende
- Lilli Hornig (1921–2017), tschechisch-amerikanische Chemikerin und Hochschullehrerin
- Rudi Nowak (1921–1991), hessischer Politiker
- Hans Werner Kolben (1922–1945), deutschsprachiger Dichter
- Kurt Blecha (1923–2013), SED-Funktionär
- Johanna Döbereiner (1924–2000), Agrarwissenschaftlerin
- Manfred Rotsch (* 1924), deutscher Ingenieur und Spion
- Erich Böhme (1925–2001), deutscher Bauingenieur und Architekt
- Rüdiger Kollar (1925–2005), Lehrer und Amateurastronom
- Lore Schretzenmayr (1925–2014), deutsche Genealogin
- Ernst R. Hauschka (1926–2012), deutscher Lyriker
- Erika Stiska (1926–2016), deutsche Schauspielerin
- Peter Musiolek (1927–1991), deutscher Althistoriker
- Erika Frieser (1927–2011), deutsche Pianistin und Hochschullehrerin

### 1931 bis 1950
- Günther Herbig (* 1931), deutscher Dirigent
- Isolde Heyne (1931–2009), deutsche Jugendbuchautorin
- Walter Kittel (1931–2008), Staatssekretär
- Hilde Schwarzkopf (1932–2015), österreichische Unternehmerin
- Peter Spielmann (1932–2020), tschechisch-deutscher Kunsthistoriker, Ethnograph und Museumsleiter
- Hans Zwiefelhofer (1932–2008), deutscher Jesuit und Sozialwissenschaftler
- Jiří Hoskovec (1933–2011), Psychologe
- Susanne Lücke-David (1933–2024), deutsche Kunsthistorikerin und Sachbuchautorin
- Alfred Schickel (1933–2015), deutscher Historiker und Publizist
- Heinz Edelmann (1934–2009), deutscher Illustrator und Grafikdesigner
- Luděk Bukač (1935–2019), Eishockeyspieler und Trainer
- Karl Hoche (* 1936 im OT Schreckenstein (Střekov)), deutscher Autor und Satiriker
- Wolfgang Hromadka (* 1937), deutscher Jurist
- Wolfgang Janka (* 1937), deutscher Chemiker und Politiker
- Peter Dorn (1938–2024), deutscher Grafiker und Installationskünstler in Regensburg
- Gerold Wünsch (1938–2010), Chemiker und Hochschullehrer in Münster und Hannover
- Roland Tauber (* 1939), deutscher Mediziner
- Horst Weiß (1939–2012), deutscher Kommunalpolitiker und Aktivist in der Völkerverständigung zwischen Deutschland und Polen
- Horst Förster (1940–2022), deutscher Geograph
- Joachim Heinzl (* 1940), deutscher Ingenieur
- Walter Radl (1940–2012), deutscher Neutestamentler
- Friedrich Graf von Westphalen (* 1940), deutscher Jurist
- Horst Hille (1941–2015), deutscher Maler, Grafiker und Kleinplastiker
- Kurt Kutzler (* 1941), deutscher Mathematiker
- Sigrid Löffler (* 1942), österreichische Publizistin und Literaturkritikerin
- Franz Simmler (1942–2020), deutscher Germanist
- Elke Bräuniger (1943–2018), deutsche Trickfilm-Regisseurin
- Ursula Haas (* 1943), deutsche Schriftstellerin und Librettistin
- Gert Gudera (* 1943), deutscher Generalleutnant a. D.
- Klaus Horstmann-Czech (1943–2022), deutscher Bildhauer
- Klaus Jacob (* 1943), deutscher Ruderer
- Kiev Stingl (1943–2024), deutscher Rockmusiker und Künstler
- Uli Derickson (1944–2005), deutsche Flugbegleiterin
- Heinz Mehlhorn (* 1944), deutscher Zoologe und Parasitologe
- Wolfgang Rösler (* 1944), deutscher Altphilologe
- Bernd Schroeder (1944–2023), deutscher Schriftsteller
- Wolfgang Peuker (1945–2001), deutscher Maler und Grafiker
- Ivan Dejmal (1946–2008), Umweltexperte, Umweltschützer und Politiker
- Petr Hannig (1946–2025), Musikproduzent und Politiker
- Bohunka Waage (* 1948), Malerin und Grafikerin
- Jiří Bubla (* 1950), Eishockeyspieler

### Ab 1951
- Josef Mladý (1955–2018), Schauspieler und Unterhaltungskünstler
- Arsène Verny (1956–2025), Integrations- und Rechtswissenschaftler
- Ivana Koubek (* 1959), Künstlerin
- Richard Scheufler (* 1964), Multiinstrumentalist, Solosänger, Komponist, Musikarrangeur, -pädagoge und -produzent
- Radovan Fořt (* 1965), Radrennfahrer
- Pavel Hoftych (* 1967), Fußballspieler und -trainer
- Libor Šíma (* 1967), deutscher Musiker
- Pavel Gross (* 1968), Eishockeytrainer
- Josef Formánek (* 1969), Schriftsteller und Journalist
- Martin Vaniak (* 1970), Fußballtorhüter
- Milena Velba (* 1970), Erotikmodel
- Martin Štěpánek (* 1971), Eishockeyspieler
- Jan Čaloun (* 1972), Eishockeyspieler
- Veronika Martinek (* 1972), Tennisspielerin
- Lenka Kulovaná (* 1974), Eiskunstläuferin
- Milan Hejduk (* 1976), Eishockeyspieler
- Kateřina Holubcová (* 1976), Biathletin
- Filip Ospalý (* 1976), Triathlet
- Jiří Jarošík (* 1977), Fußballspieler
- Lukáš Slavetinský (* 1981), Eishockeyspieler
- Jan Kaltenböck (* 1982), tschechisch-österreichischer Eishockeyspieler
- Jan Mertl (* 1982), Tennisspieler
- Tomáš Černý (* 1985), Fußballtorhüter
- Jiří Borkovec (* 1986), Bodybuilder und NABBA Mr. Universe
- Michal Neuvirth (* 1988), Eishockeytorhüter
- Michal Čupr (* 1991), Degenfechter
- Matěj Ščerba (* 1998), Stabhochspringer

## Im Ort wirkten
- Franz Allers (1905–1995), von 1933 bis 1938 Dirigent am Theater
- Maria Andergast (1912–1995), deutsche Schauspielerin
- Jiří Bartoška (1947–2025), tschechischer Schauspieler, trat längere Zeit im hiesigen Theater auf
- Rúni Brattaberg (* 1966), färöischer Opernsänger
- Friedrich Burmeister (1888–1968), Minister für Post- und Fernmeldewesen der DDR
- Ernst Gustav Doerell (1832–1877), seit 1860 in Aussig; Maler der Romantik
- Pavel Dostál (1943–2005), tschechischer Politiker und von 1998 bis zu seinem Tode Kulturminister des Landes
- Willibald Gatter (1896–1973), sudetendeutscher Automobilingenieur und -fabrikant, zeitweise im Flugzeugbau tätig, Politiker; Konstrukteur des Gatter-Autos, des ersten echten „Volksautos“
- Gustav Haensel (1841–1923), Unternehmer, Stadtverordneter und Ehrenbürger von Pirna
- Emil Juliš (1920–2006), tschechischer Dichter und Künstler
- James Krüss (1926–1997), deutscher Dichter und Schriftsteller
- Heinrich Lumpe, Gründer des „Natur- und Vogelschutzparks“ in Krásné Březno (Schönpriesen)
- Max Freiherr von Lütgendorff-Leinburg (1889–1958), Konsul, Vertreter des Exportförderungsinstituts der Wiener Handelskammer, Vertreter der Österreichischen Fremdenverkehrsgesellschaft und Leiter der Vaterländischen Front in Aussig
- Bohumil Němeček (1938–2010), Boxer, Olympiasieger von 1960 im Halbweltergewicht, Europameister von 1967 im Weltergewicht
- Vladimír Páral (* 1932), einer der erfolgreichsten tschechischen Schriftsteller der Gegenwart
- Ignaz Petschek (1857–1934), Unternehmer und Mäzen
- Leopold Pölzl, Dissident und Bürgermeister der Stadt
- Josef Reiner (1863–1931), Maler
- Adrian Ludwig Richter (1803–1884), Maler der deutschen Romantik
- Martin Scherber (1907–1974), deutscher Musiklehrer und Komponist
- Johann Schicht (1855–1907), deutsch-böhmischer Industrieller
- Christoph Schindler (Geistlicher) (1596–1669), deutscher Jurist und Geistlicher, Diakon im Ort
- Gretl Schörg (1914–2006), österreichische Operettensängerin und Schauspielerin
- Adalbert Seifriz (1902–1990), deutscher Politiker (CDU/West)
- Rita Streich (1920–1987), eine der bedeutendsten deutschen Koloratursopranistinnen der Nachkriegszeit
- Viktor Ullmann (1898–1944), Komponist, Dirigent und Pianist
- Franz Josef Umlauft (1883–1960), seit 1920 Leiter des Aussiger Stadtarchivs, seit 1922 Bezirkskonservator am Nationalen Denkmalschutzamt, Gründer der „Zentralstelle für sudetendeutsche Familienforschung“, Gründer des „Deutschen Verbands für Heimatforschung und Heimatbildung in der Tschechoslowakischen Republik“